# Dasht-e Veyl
Dasht-e Veyl är en ort i Iran.   Den ligger i provinsen Gilan, i den nordvästra delen av landet, 210 km nordväst om huvudstaden Teheran. Dasht-e Veyl ligger 497 meter över havet och antalet invånare är 440.
Terrängen runt Dasht-e Veyl är bergig åt sydost, men åt nordväst är den kuperad.Runt Dasht-e Veyl är det ganska glesbefolkat, med 45 invånare per kvadratkilometer. Närmaste större samhälle är Rostamābād, 11,1 km nordväst om Dasht-e Veyl. I omgivningarna runt Dasht-e Veyl växer i huvudsak blandskog.